# Chinesische Hufeisennase

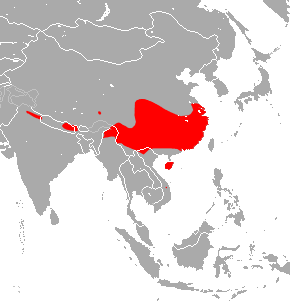
Verbreitungsgebiet der Chinesischen Hufeisennase

Die Chinesische Hufeisennase oder Rotbraune China-Hufeisennase (Rhinolophus sinicus) ist ein in Asien verbreitetes Fledertier in der Gattung der Hufeisennasen. Die Art ist eng mit der Roux-Hufeisennase (Rhinolophus rouxii) verwandt und wurde früher als deren Unterart gelistet.

## Merkmale
Erwachsene Exemplare sind ohne Schwanz 43 bis 54 mm lang, die Schwanzlänge beträgt 22 bis 30 mm und das Gewicht variiert zwischen 9 und 11 g. Es sind 43 bis 56 mm lange Unterarme, 8 bis 10 mm lange Hinterfüße und 16 bis 20 mm lange Ohren vorhanden. Das braune Fell der Oberseite hat nicht bei allen Individuen eine rötliche Tönung und die Unterseite ist heller gefärbt. Die hufeisenförmige Grundform des Nasenblatts ist etwas breiter als 8 mm und die Anhänge sind blattförmig. Typisch sind drei Kerben in der Unterlippe. Die Chinesische Hufeisennase hat pro Seite einen langen Eckzahn im Oberkiefer und der dritte untere Prämolar liegt etwas seitlich der Zahnreihe. Ein weiteres Kennzeichen ist der robuste Schädel. Der diploide Chromosomensatz besteht aus 60 Chromosomen (2n=60).

## Verbreitung
Diese Fledermaus hat mehrere disjunkte Populationen vom nördlichen Indien und Nepal bis zum zentralen und östlichen China sowie in den Norden von Myanmar und Vietnam. Sie lebt auch auf Hainan und bewohnt das Hügel- und Bergland zwischen 500 und 2770 Meter Höhe. Die Art hält sich vorwiegend in feuchten Wäldern auf, die teilweise einen Unterwuchs aus Bambus besitzen. Die Wälder müssen nicht ursprünglich sein.

## Lebensweise
Die Chinesische Hufeisennase ruht am Tage in Höhlen (Ausnahme Nepal), nicht genutzten Tunneln, selten besuchten Tempeln und gelegentlich in Baumhöhlen. Im Versteck ruhen Männchen oft allein. Andere Männchen und Weibchen bilden Kolonien mit wenigen Mitgliedern oder einigen Hundert Exemplaren. Vor der Aufzucht der Nachkommen etablieren Weibchen große eigene Kolonien. Populationen in nördlichen Regionen halten Winterschlaf. Die Tiere jagen nach der Abenddämmerung und vor dem Morgen unterschiedliche Insekten im Flug. Die Rufe zur Echoortung erreichen ihre stärkste Intensität bei 79 bis 87 kHz. Zum Fortpflanzungsverhalten ist nichts bekannt.

## Die Chinesische Hufeisennase als Krankheitsüberträger
Studien an dieser Fledermaus halten sie für einen möglichen Überträger von Coronaviren. In 40 Prozent der Abstriche wurden Coronaviren gefunden, die genetisch große Ähnlichkeit mit dem beim Menschen und bei Larvenrollern (Paguma larvata) identifizierten SARS-Erreger besitzen. Die Fledermäuse zeigten keine Krankheitsanzeichen. 2013 und 2017 wurden weitere genetische Hinweise publiziert, die auf Chinesische Hufeisennasen als Reservoirwirt verweisen.

## Gefährdung
Die Umwandlung der Wälder in Ackerflächen und intensive Forstwirtschaft beeinflussen den Bestand negativ. In welchem Maße die Gesamtpopulation abnimmt, ist nicht bekannt. Die IUCN listet die Chinesische Hufeisennase aufgrund der weiten Verbreitung als nicht gefährdet (least concern).